# Mordecai Cubitt Cooke
Mordecai Cubitt Cooke (n. 12 iulie 1825, Horning, Norfolk – d. 12 noiembrie 1914, Southsea) a fost un botanist, criptogamist, micolog dar și zoolog precum ilustrator englez, membru fondator al British Mycological Society (Societatea micologică britanică) și purtător al Medaliei Linné. Abrevierea numelui său în cărți științifice este Cooke. 

## Biografie

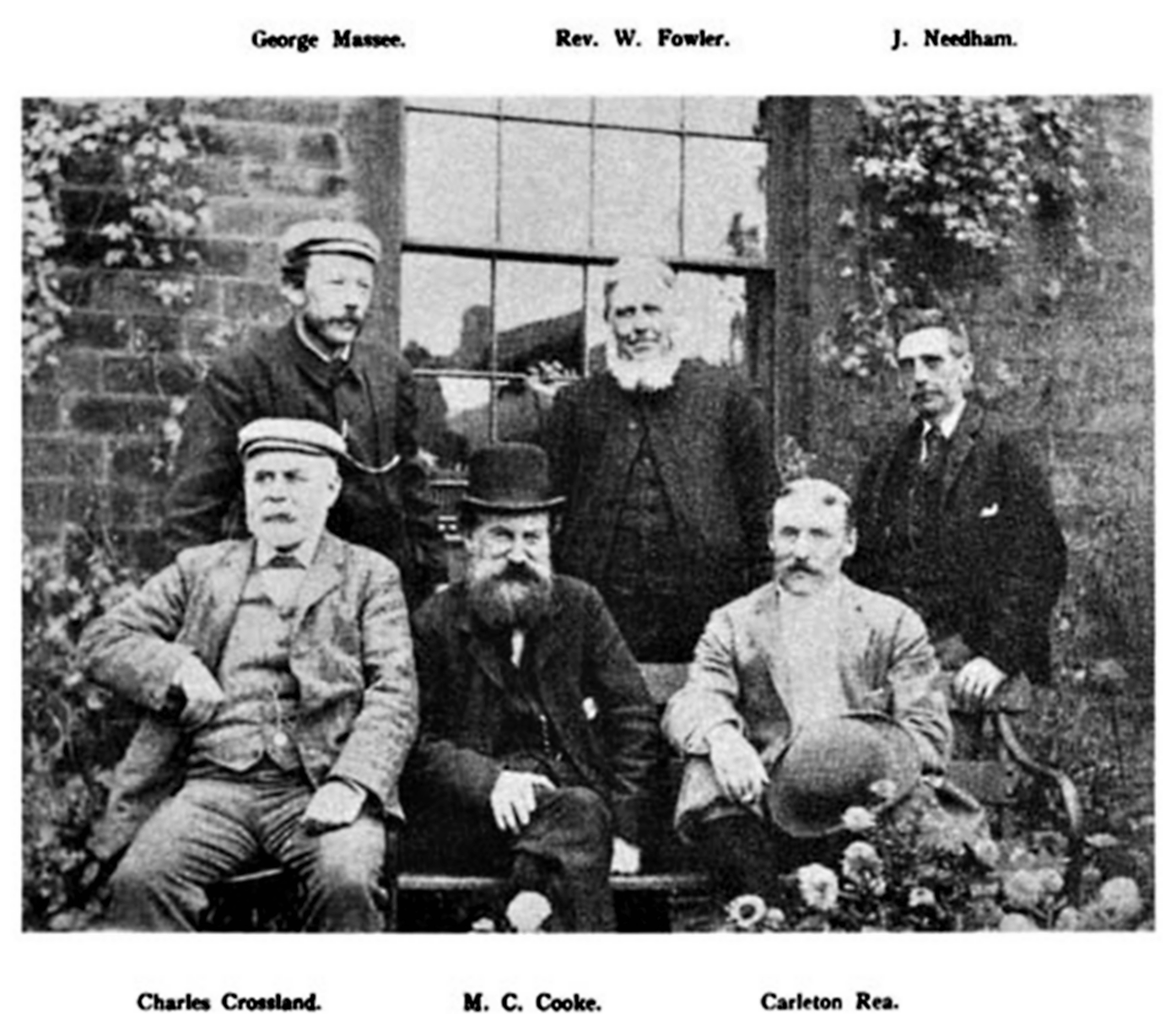
Mordecai Cooke cu colegi pe la 1900

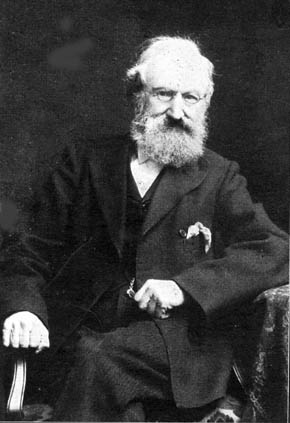
Mordecai Cooke 1907

Mordecai Cubitt Cooke a fost fiul neguțătorului Mordecai și a învățătoarei Mary, ambii părinți fiind calviniști severi. Ca copil mic s-a infectat cu variolă, boală care la lăsat temporar orb și a pricinuit probleme serioase cu ochii până la vârsta de 12 ani. A fost mama sa care l-a introdus în botanică, culegând cu el flori și amenajând un mic ierbar.
Prima sa școală a fost o Dame School (o formă timpurie a unei școli elementare private în țările vorbitoare de limbă engleză, de obicei predate de femei în casele lor). În 1834 a părăsit această scoală și trimis pentru 2 ani la unchiul său James, cleric și om de scoală din Ilford și cu tutoratul acestuia personal, mai ales în botanică, dar de asemenea în limbi vechi (latină, greacă) și matematică a dezvoltat devreme un interes larg pentru natură. Cooke a scris mai târziu despre acest timp, că acest unchi i-ar fi pus temelia oricărei calități pe care a reușit să o afișeze în modul de lucru în viața ulterioară. În 1838 a revenit la Norfolk unde a urmărit, împreună cu fratele lui, o școală din Neatishead, condusă de un anumit William Moore. Pe lângă funcția de pedagog, Moore a întreținut-o de asemenea pe cea de [[topograf] și Mordecai l-a însoțit și asistat mereu. La vârsta de 15 ani a început o ucenicie într-o firmă de comerț cu lână și draperii care însa nu i-a plăcut. De acea, după ceva timp, a luat un serviciu ca secretar la un avocat în Norwich, înainte de a prelua funcția de învățător la școala din Lambeth până în 1860. În același ani a publicat cartea The Seven Sisters of Sleep, o istorie populară despre narcoticele prevalente din lume, iar În 1862 a fondat Society of Amateur Botanists (Societatea Botaniștilor Amatori).
După acea a schimbat profesia. A început să scrie articole pentru jurnalul lunar The Technologist, editat de Peter Lund Simmonds. În 1861, la recomandația lui Simmonds, a fost angajat pentru a compila catalogul exponatelor indiene al celei de a doua mare expoziție engleze din 1862. Cu acest prilej a făcut cunoștință cu dr. Forbes Watson, șef al India Museum și după finalizarea unei lucrări similare pentru membrii unei comisii, a fost preluat de muzeu situat în Five House din Whitehall, unde a îndeplinit. până la desființare în 1880. diverse funcții, astfel de exemplu a pregătit precum prelucrat liste și cataloage sau a scris lucrări pe teme legate de botanica și farmacologia economică. În acești ani Cooke s-a specializat în materia ciupercilor, devenind un savant recunoscut al acestui domeniu. Astfel a publicat între altele Fungi: Their Nature, Influence and Uses (1875), împreună cu Lucien Quélet Clavis Synoptica Hymenomycetum Europaeorum, un rezumat despre toate speciile ale genului Hymenomycetes din Europa în limba latină (1878) sau Illustrations of British Fungi... To serve as an atlas to the Handbook of British Fungi în 8 volume cu 1200 plăci colorate de el, Massee și alții (1881-1891).
După desființarea a India Museum, toate colecțiile economic-botanice au fost transferate la muzeul Kew Gardens la așa numitul India Office, o secție nou întemeiată. Cooke a petrecut ultimii 12 ani până la retragerea sa din viață oficială (1892) în departamentul de botanică al acestui cunoscut muzeu din Londra, între altele în funcția de botanist criptogamic.

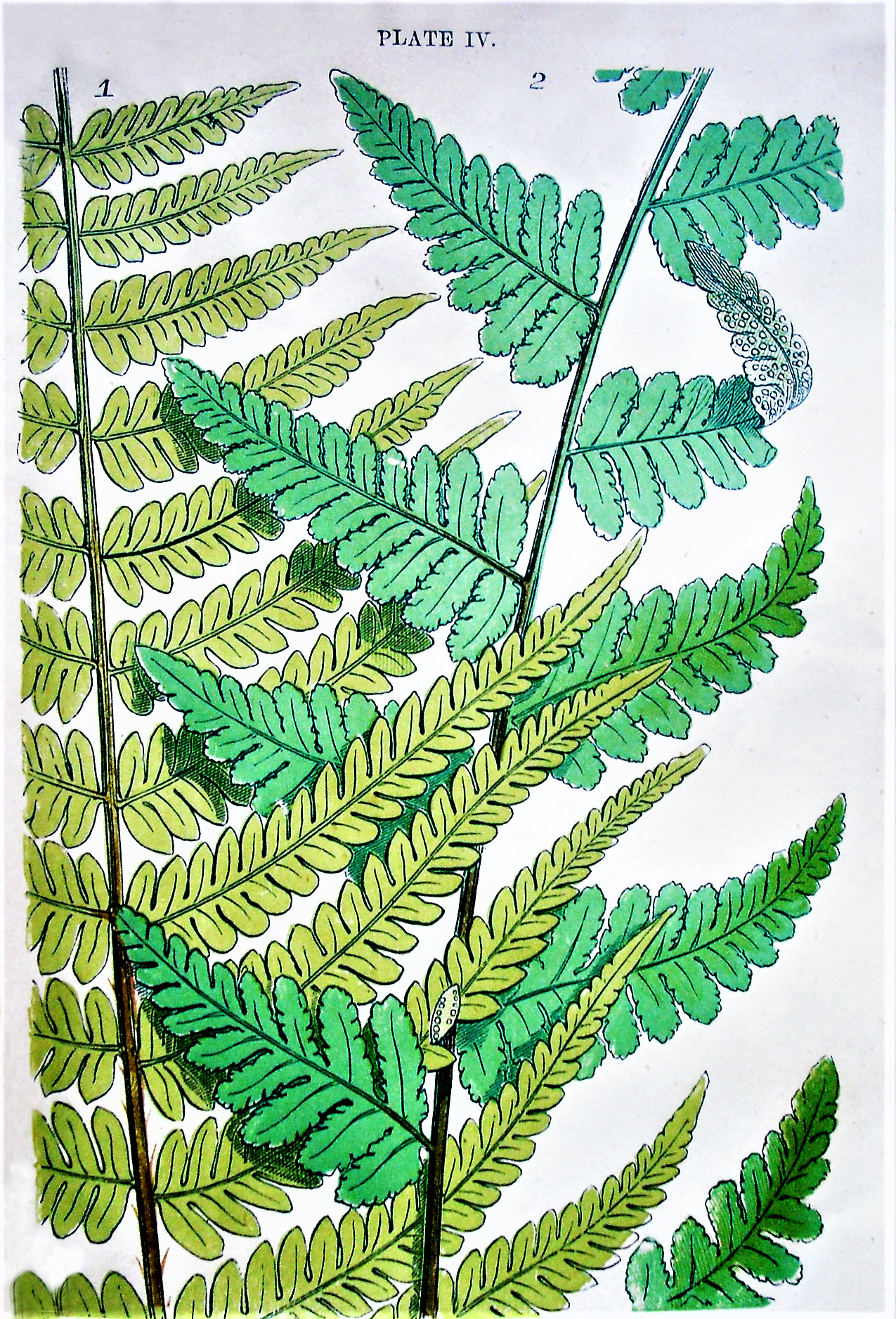
Cooke: ferigi

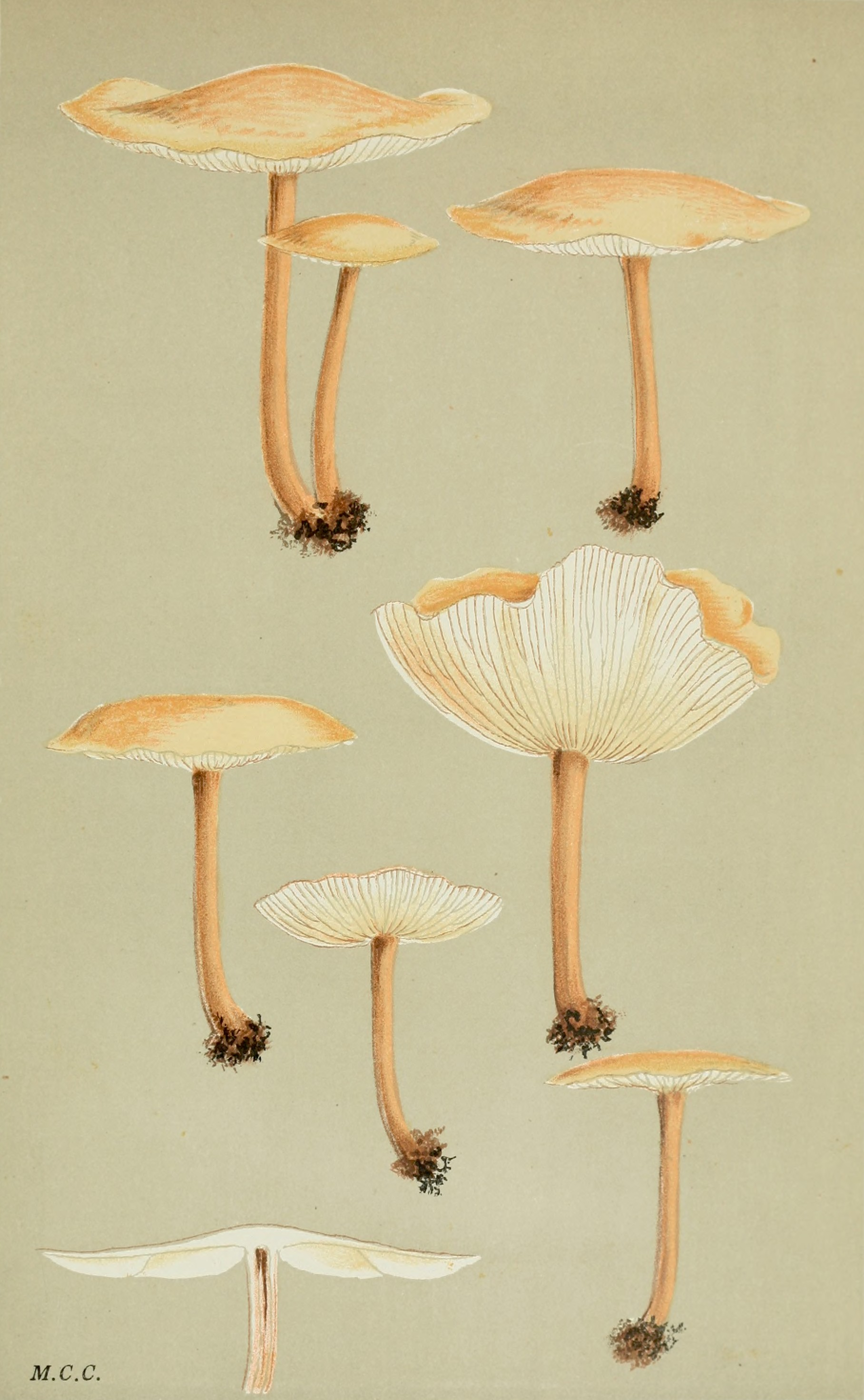
Cooke: Agaricus dryophilus

Cooke a scris, ilustrat, editat și/sau tradus multe cărți și peste 300 de articole, între altele cartea  The Myxomycetes of Great Britain, a lui Joszef Tomasz Rostafinski din 1877 doi:10.5962/bhl.title.1648. El a fost editor și con-producător (împreună cu Edward Step) a revistei Hardwicke's Science Gossip (1865-1895) și a lansat și editat Grevillea, un jurnal științific renumit de micologie. După retragerea lui Cooke în 1892, George Edward Massee a devenit succesorul lui Cooke la Kew Gardens precum editor al jurnalului, nefiind cu succes. Grevillea a încetat publicarea la scurt timp după aceea, în 1893. Cooke a fost foarte mândru că ambele jurnale au făcut bani sub el, dar nu sub cei care l-au succedat. În anul 1896 a fost co-fondator (împreună cu George Edward Massee, Carlton Rea, Charles Bagge Plowright și alți micologi proeminenți ai vremii) al British Mycological Society. Multe articole/compuneri au fost create în colaborare cu Miles Joseph Berkeley (1803-1889), Christopher Edmund Broome (1812-1886), Moses Ashley Curtis (1808-1872) și alții.

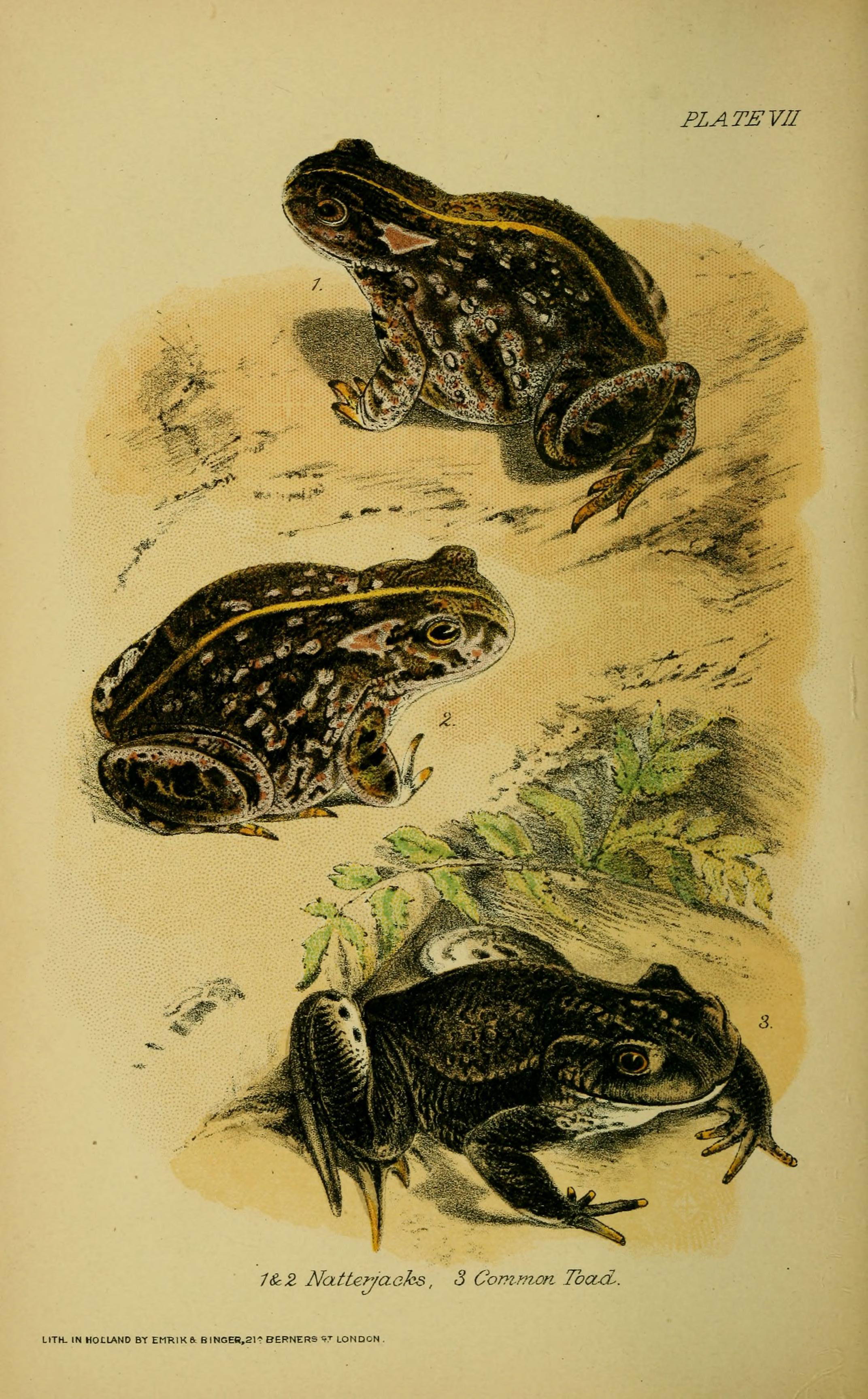
Cooke: diverse broaște râioase

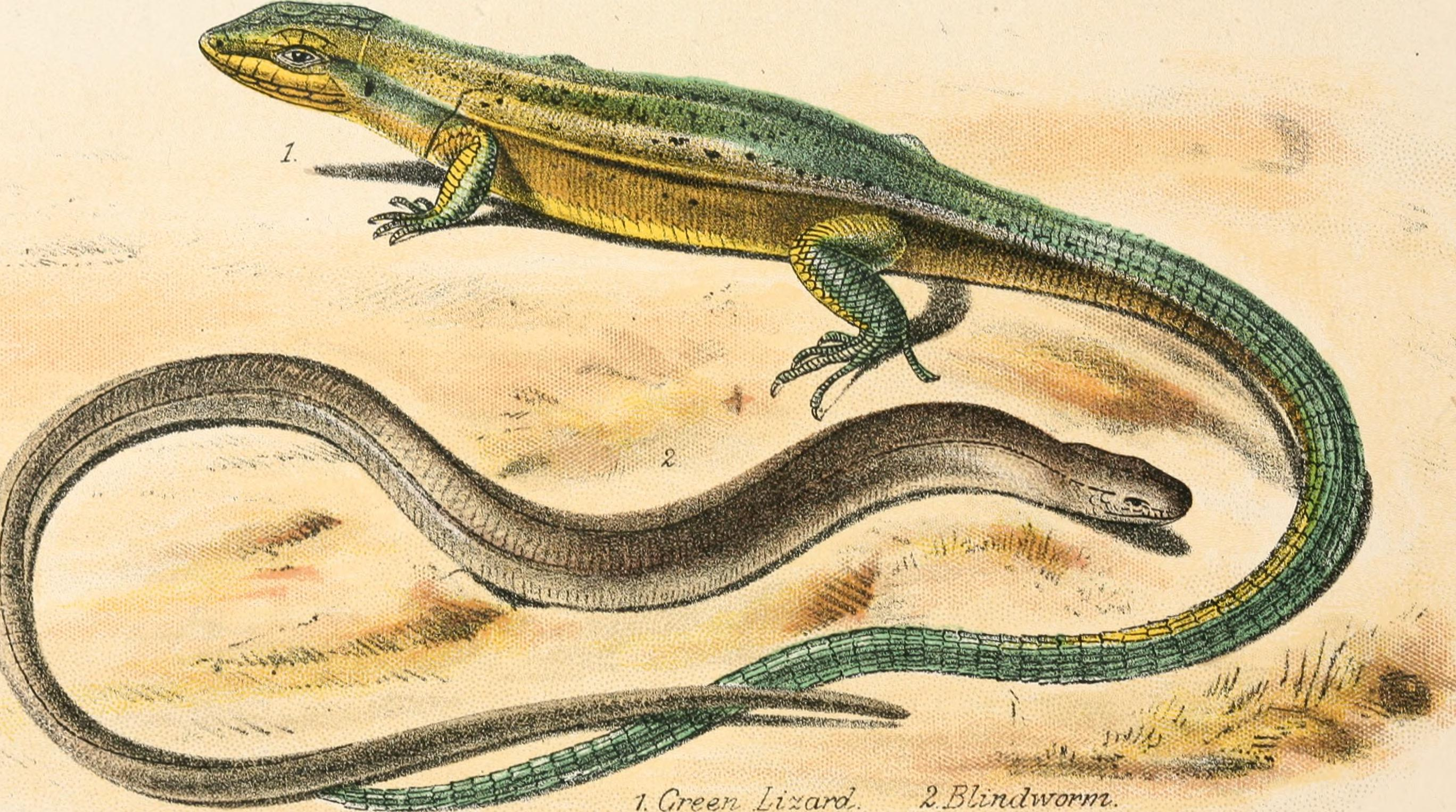
Cooke: șopârlă și năpârcă

Datorită în mare parte marelui entuziasm și dorinței de a lucra din greu, Mordecai Cubitt Cooke a realizat mult în viața sa de 89 de ani.

## Onoruri
- Premiul Victoria Medal of Honour (1902) de către Royal Horticultural Society (Societatea Horticolă Regală), 1902.
- Premiul Medalia Linné de către Linnean Society of London (1903)
- Savantului au fost acordate mai multe masterate și doctorate de onoare de la diverse universități din SUA, inclusiv Universitatea Yale.

## Specii denumite în onoarea lui Cooke (selecție)
- Volvariella cookei Contu (1998)
- Collybia cookei, ciupercă, (Bres.) J.D.Arnold (1935)
- Inocybe cookei, ciupercă, Bres. (1892)
- Geoglossum cookeanum Nannf. (1942)

## Genuri și specii descoperite sau redenumite de Cooke (selecție)
| - Castoreum, gen, Cooke & Massee (1887) - Peniophora, gen, Cooke (1879) - Agaricus galanthinus Cooke & Massee (1890) - Agaricus ochrophyllus Cooke & Massee (1889), în prezent Amanita ochrophylla - Agaricus umkowaan Cooke & Massee (1889) - Boletus lacunosus Cooke & Massee (1889) - Clavulina humilis (Cooke) Corner (1950) - Clavulina tasmanica (Berk. ex Cooke) Corner (1950) - Cortinarius bicolor Cooke (1887) - Cortinarius rubellus Cooke (1887) - Fomes hemitephrus (Berk.) Cooke (1885) - Gyromitra gigas (Krombh.) Cooke (1878) - Laccaria amethystina Cooke (1884) - Laccaria laccata (Scop.) Cooke (1884) | - Lepista nuda (Bull.) Cooke (1871) - Lepista personata (Fr.) Cooke (1871) - Peniophora cinerea (Pers.) Cooke (1879) - Peniophora quercina (Pers.) Cooke (1879) - Peziza domiciliana Cooke (1877) - Peziza phyllogena Cooke (1877) - Polyporus laetus Cooke (1883) - Polyporus mylittae Cooke & Massee (1892) - Polyporus rhinocerus Cooke (1879) - Zygodesmus laevisporus Cooke (1878) |

## Publicații
Pe lângă 300 de articole științifice, Cooke a scris multe cărți:
- The Seven Sisters of Sleep. Popular history of the seven prevailing narcotics of the world, Editura James Blackwood, Londra 1860
- A Manual of Structural Botany: for the use of classes, schools, & private students ... With upwards of 200 illustrations by Ruffle, Editura Robert Hardwicke, Londra 1861
- A Manual of Botanic Terms ... With illustrations, Editura Robert Hardwicke, Londra 1862
- The fungi of Brazil, including those collected by J. W. H. Trail in 1874, în: The Journal of the Linnean Society, Botany 1877
- A Plain and Easy Account of British Fungi: with descriptions of the esculent and poisonous species ... With twenty-four coloured plates, Robert Hardwicke, Londra 1862, ed. a 6-ea, 1898 doi:10.5962/bhl.title.115890 doi:10.5962/bhl.title.4077 doi:10.5962/bhl.title.113883 doi:10.5962/bhl.title.17210
- Index Fungorum Britannicorum. A complete list of fungi found in the British Islands to the present date, etc., Editura Robert Hardwicke, Londra, 1863 doi:10.5962/bhl.title.119271
- Our Reptiles. A plain and easy account of the lizards, snakes, newts, toads, frogs, and tortoises indigenous to Great Britain. With original figures of every species, and numerous woodcuts, Editura Robert Hardwicke, Londra, 1865, reeditat 1893, Editura W.H. Allen & Co., Londra doi:10.5962/bhl.title.10615 doi:10.5962/bhl.title.33106
- Rust, smut, mildew, & mould. An introduction to the study of microscopic fungi, Editura Robert Hardwicke, London, 1865, reeditat 1886 doi:10.5962/bhl.title.118048 doi:10.5962/bhl.title.4079 doi:10.5962/bhl.title.55798 doi:10.5962/bhl.title.4059 doi:10.5962/bhl.title.4067
- A Fern Book for Everybody. Containing all the British ferns. With the foreign species suitable for a fernery, Editura Frederick Warne and CO, Londra 1867
- One Thousand Objects for the Microscope, etc., Editura Robert Hardwicke, Londra 1869, Neuauflage 1895 doi:10.5962/bhl.title.24139
- Handbook of British Fungi, with full descriptions of all the species and illustrations of the genera, 2 vol., Editura Macmillan & Co., London & New York 1871 (împreună cu Miles Joseph Berkeley)doi:10.5962/bhl.title.5382
- Report on the Gums, Resins, Oleo-Resins, and Resinous Products in the India Museum, or produced in India. Prepared under the direction of the Reporter on the Products of India, Londra 1874
- Fungi: their nature, influence, and uses, Londra 1875,  4 ediții până 1895, reeditat 1920, Project Gutenberg doi:10.5962/bhl.title.55880 doi:10.5962/bhl.title.32368 doi:10.5962/bhl.title.56439
- Report on the Oil Seeds and Oils in the India Museum, or produced in India. Prepared under the direction of the Reporter on the Products of India, Londra 1876
- Mycographia, seu Icones fungorum. Figures of fungi from all parts of the world, drawn and illustrated by M. C. Cooke, Editura Williamsz & Norgate, Londra 1875 și 1879
- Clavis Synoptica Hymenomycetum Europaeorum, Editura Hardwicke & Bogue, Londra 1878, în limba latină (împreună cu Lucien Quélet)
- The Woodlands, Editura Society for Promoting Christian Knowledge, Londra 1879 doi:10.5962/bhl.title.23204
- Ponds and Ditches, Editura Society for Promoting Christian Knowledge, Londra 1880 doi:10.5962/bhl.title.114909
- Freaks and Marvels of Plant Life; or, Curiosities of vegetation, Editura Society for Promoting Christian Knowledge, Londra 1881 doi:10.5962/bhl.title.56831 doi:10.5962/bhl.title.12564
- Illustrations of British Fungi... To serve as an atlas to the Handbook of British Fungi, 8 vol., Editura Williams & Norgate, Londra 1881-1891 (1200 plăci colorate de Cooke, Massee și alții) doi:10.5962/bhl.title.31343
- British Fresh-Water Algæ. Exclusive of Desmidieæ and Diatomaceæ, etc., 2 vol., Editura Williams & Norgate, Londra 1882–1884 doi:10.5962/bhl.title.56028 doi:10.5962/bhl.title.1627
- British Desmids. A supplement to British Fresh-Water Algæ, etc., Editura Williams & Norgate, Londra 1887
- Toilers in the Sea. A study of marine life, Editura Society for Promoting Christian Knowledge, Londra 1889 doi:10.5962/bhl.title.29659
- Introduction to Fresh-Water Algæ with an enumeration of all the British species ... With thirteen plates, etc., Londra 1890
- British Edible Fungi: how to distinguish and how to cook them, etc., Editura Kegan Paul, Trench, Trübner & Co., Londra 1891 doi:10.5962/bhl.title.112378 doi:10.5962/bhl.title.3892 doi:10.5962/bhl.title.56845
- Vegetable Wasps and Plant Worms. A popular history of entomogeneous fungi or fungi parasitic upon insects... With... illustrations, Editura Society for Promoting Christian Knowledge, Londra 1892 doi:10.5962/bhl.title.34922
- Romance of Low Life amongst Plants. Facts and phenomena of cryptogamic vegetation, Editura Society for Promoting Christian Knowledge, Londra 1893 doi:10.5962/bhl.title.5404
- Handbook of British Hepaticae, etc., Editura W. H. Allen & Co., Londra 1894 doi:10.5962/bhl.title.25488 doi:10.5962/bhl.title.33866
- Edible and Poisonous Mushrooms, Editura Society for Promoting Christian Knowledge, Londra, 1894
- Down the Lane and back, in search of wild flowers. By Uncle Matt, Editura T. Nelson & Sons, Londra 1895
- Through the Copse. Another ramble after flowers with Uncle Matt, Editura T. Nelson & Sons, Londra 1895
- Around a Cornfield, in a ramble after wild flowers. By Uncle Matt, T. Nelson & Sons, London, 1895
- Across the Common, after wild flowers. By Uncle Matt, Editura T. Nelson & Sons, Londra 1895
- A Stroll on a Marsh, in search of wild flowers. By Uncle Matt, Editura T. Nelson & Sons, Londra 1895
- Introduction to the Study of Fungi: their organography, classification, and distribution. For the use of collectors, Editura Adam & Charles Black, Londra 1895 doi:10.5962/bhl.title.54830 doi:10.5962/bhl.title.22349 doi:10.5962/bhl.title.46065
- Object-Lesson Handbooks to accompany the Royal Portfolio of Pictures and Diagrams, Editura T. Nelson & Sons, Londra 1897–1898
- Introduction to fresh water algae, Editura K. Paul, Londra 1902 doi:10.5962/bhl.title.115529
- Fungoid Pests of Cultivated Plants, Editura Spottiswoode & Co., Londra 1906 doi:10.5962/bhl.title.4211 doi:10.5962/bhl.title.32369 doi:10.5962/bhl.title.118061